# Agapema solita
Agapema solita är en fjärilsart som beskrevs av Ferguson 1972. Agapema solita ingår i släktet Agapema och familjen påfågelsspinnare. Inga underarter finns listade i Catalogue of Life.